# El regreso del viento del Norte
El regreso del viento del Norte (en basc, Ipar haizearen itzulera) és una pel·lícula d'animació basca dirigida el 1994 per Maite Ruiz de Austri, autora també del guió amb Carlos Varela, com a continuació de La llegenda del vent del Nord,una història d'aventures amb missatge ecològic. Fou produïda per Episa Euskal Pictures Internacional amb la col·laboració d'Euskal Media i Euskal Telebista.

## Argument
Els germans bessons Annie i Peiot de Pasaia i el seu amic Watunma, fill del cap dels micmac, són hereus d'un pacte sagrat segellat pels seus avantpassats per tal de protegir la Gran Badia de les Balenes del Vent del Nord. En aquesta ocasió el Vent del Nord ha escapat del seu captiveri i decideix venjar-se dels aliats gelant el mar. Els nens han de lluitar contra ell per tal de tornar a imposar l'harmonia a la natura.

## Premis
Per la gran qualitat del seu dibuix, digna de Walt Disney, fou guardonada amb el Goya a la millor pel·lícula d'animació, la Medalla d'Or del Festival de Houston i el Premi Especial del Jurat al Festival de Cartagena de 1995.